# رميلة (الشوف)
رميلة هي إحدى القرى اللبنانية من قرى قضاء الشوف في محافظة جبل لبنان.

## جغرافية
تقع الرميلة على بعد حوالي 5.5 كيلومتر (3.4 ميل) شمال صيدا و 37 كيلومتر (23 ميل) جنوب العاصمة اللبنانية بيروت. يبلغ ارتفاعها 80 متر (260 قدم) فوق مستوى سطح البحر وتغطي مساحة 544 هكتار (1,340 أكر). تقع الرميلة على تلال قريبة من البحر على ضفاف نهر الأولي. يحدها من الجنوب بلدتي علمان وجميلة, ومن الشرق بلدة الوردانية, ومن الشمال بلدة سبلين.

## علم أصول الكلمات
من المرجح أن الرميلة حصلت على اسمها من طبيعتها و شاطئها الرملي. وتعرف في اليونانية باسم بولاتاموس, أما في اللغة السريانية فالاسم مشتق من كلمة أرميلا التي تعني "الشاطئ".

## تاريخ
تشير كهوف التل إلى وجود استيطان في هذا الموقع منذ أقدم العصور. وكانت بلدة الرميلة القديمة تقع بالقرب من الكنيسة الحديثة.
كانت الرميلة مهمة بسبب قربها من صيدا. وقد ورد ذكر المدينة باسم بالاتاموس في الصراعات بين أنطيوخس الثالث الكبير والمملكة البطلمية.
في عام 1863م, اكتشف إرنست رينان أنقاض المدينة القديمة. وجد 3.6 متر (12 قدم) حجر مقطوع على الطراز المصري وأحجار منتشرة في جميع أنحاء المدينة محطمة من توابيت تعود لعصور مختلفة. وعثر المنقبون في عدد من الكهوف على قطع فخارية وأدوات. عثر على قطع زجاجية وعملات مختلفة على الشاطئ الرملي بجوار المدينة. تم بناء الجدران القديمة من الحجر الرملي, و بداخلها فسيفساء مكسرة. وكانت الاكتشافات في الرميلة مماثلة لتلك الموجودة في الجية وخلدة وصيدا وشحيم.

## التركيبة السكانية
يبلغ عدد سكان الرميلة حوالي 4095 نسمة.

## زراعة
تزرع فيها الفواكه والخضروات, والمحاصيل الرئيسة هي الزيتون، زيت الزيتون, الحمضيات, الموز، الجوافة.

## سياحة

### المواقع الأثرية
- مقام شرحبيل بن حسنة ويشير المؤرخ اللبناني منير الخوري في كتابه «حقب التاريخ» الصادر عام 1966 إلى أن مقام شرحبيل بن حسنة جنوب الرميلة يعود إلى الصحابي الجليل والقائد البطل الذي اشترك في فتح صيدا صحبة القائد يزيد بن أبي سفيان، إذ أقام هذا القائد بعد أن تم فتح بلاد الشام في صيدا حتى توفي ودفن في المكان الذي أقيم على أرضه وفوق القبر بيت مربع الشكل تعلوه قبة مستديرة في بستان يشرف على الساحل من الجهة الشرقية الجنوبية (الحبابية).[3]
- بقايا البلدة القديمة: كانت البلدة القديمة تقع على تلة مجاورة بجوار الكنيسة القديمة. وتنتشر في جميع أنحاء المدينة الحديثة الكثير من الأحجار الرملية والصخرية التي استخدمت في بنائها, مما يدل على وجود مستوطنة قديمة موجودة على هذا التل وتحت المباني الحديثة.[3]
- المقابر: ينتشر في أنحاء البلدة وضواحيها عدد كبير من المقابر المنحوتة في الصخر, وأبرزها تلك القريبة من الكنيسة الحديثة.

### المواقع الدينية
- كنيسة البلدة القديمة: تقع إلى الشرق من الكنيسة الجديدة, وهي عبارة عن بناء مستطيل الشكل طوله 17 متر (56 قدم) بطول 20 متر (66 قدم) عرضًا, و ارتفاع 12 متر (39 قدم). أمام فناء صغير في الشمال يوجد برج جرس صغير.
- الكنيسة الحديثة: بنيت كنيسة القديس أنطونيوس الكبير منذ حوالي خمسين عاماً. تقع في وسط المدينة وتتميز بحجمها الكبير والأيقونات الجميلة التي تزينها. وبالأساس كانت كنيسة مار انطونيوس، مسجدا للمسلمين، وبعد معارك في المنطقة تسلم المبنى فعاليات من الطائفة المسيحية وما زال أبناء البلدة يقدسون فيها ويؤدون شعائرهم الدينية منذ العام 1950 وإلى الآن.[3][5]
- مزار مار الياس: يقع في أقصى جنوب البلدة على الضفة الشمالية للنهر وسط بساتين الليمون والأراضي المزروعة بالخضار، تم بناؤه عام 1600 م، وتقول كتب التاريخ في المكتبة العامة التابعة للجامعة اللبنانية، أن هذا المزار كان مدرسة، ثم تحول إلى كنيسة، إلى أن تهدم بسبب زلزال ضرب المنطقة منتصف القرن الماضي، ليبقى منه هذا المزار الذي أعيد ترميمه خلال سنوات ما بعد الحرب الأهلية. وهو عبارة عن غرفة صغيرة بجوارها باحة.[3]

### معالم طبيعية
- مغارة بوفورت: تقع بالقرب من نبع الجميزة, وهي مغارة كبيرة تتكون من الصخور الجيرية.
- نبع الجميزة: يقع في أسفل الوادي إلى الجنوب من البلدة بالقرب من صخرة النبعة, ويتم حالياً تحسينها لتكون منطقة جذب سياحي.

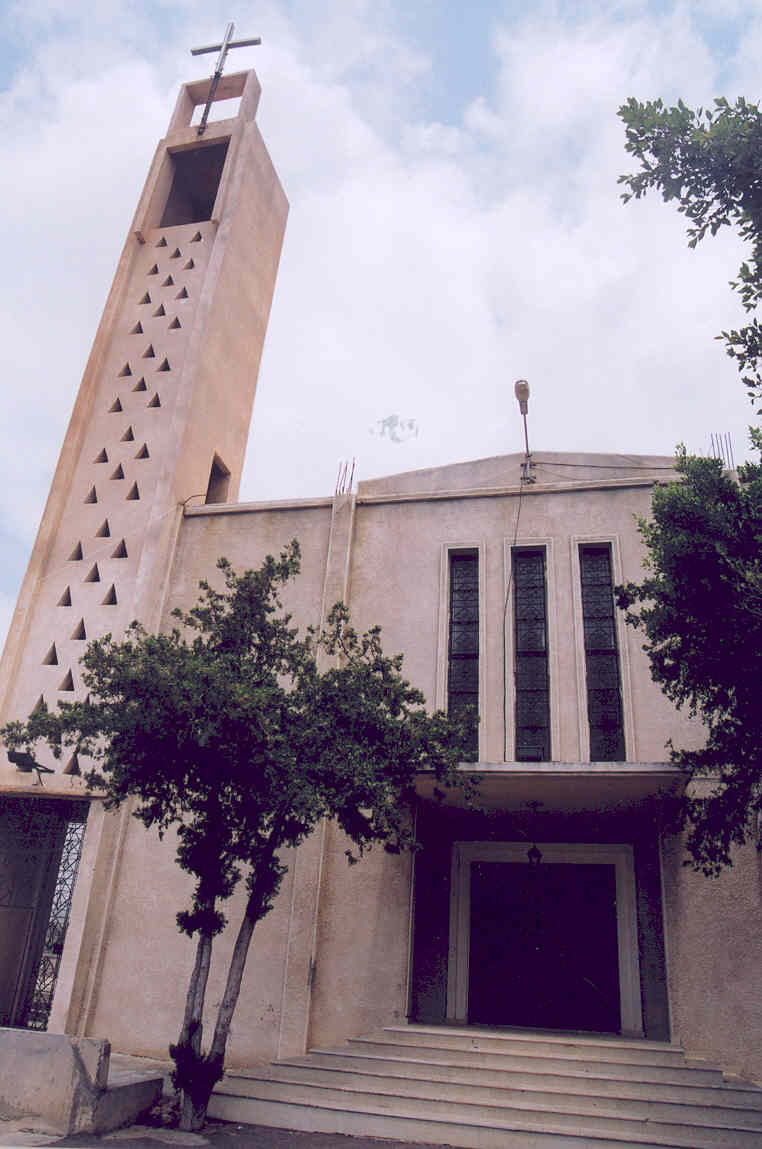

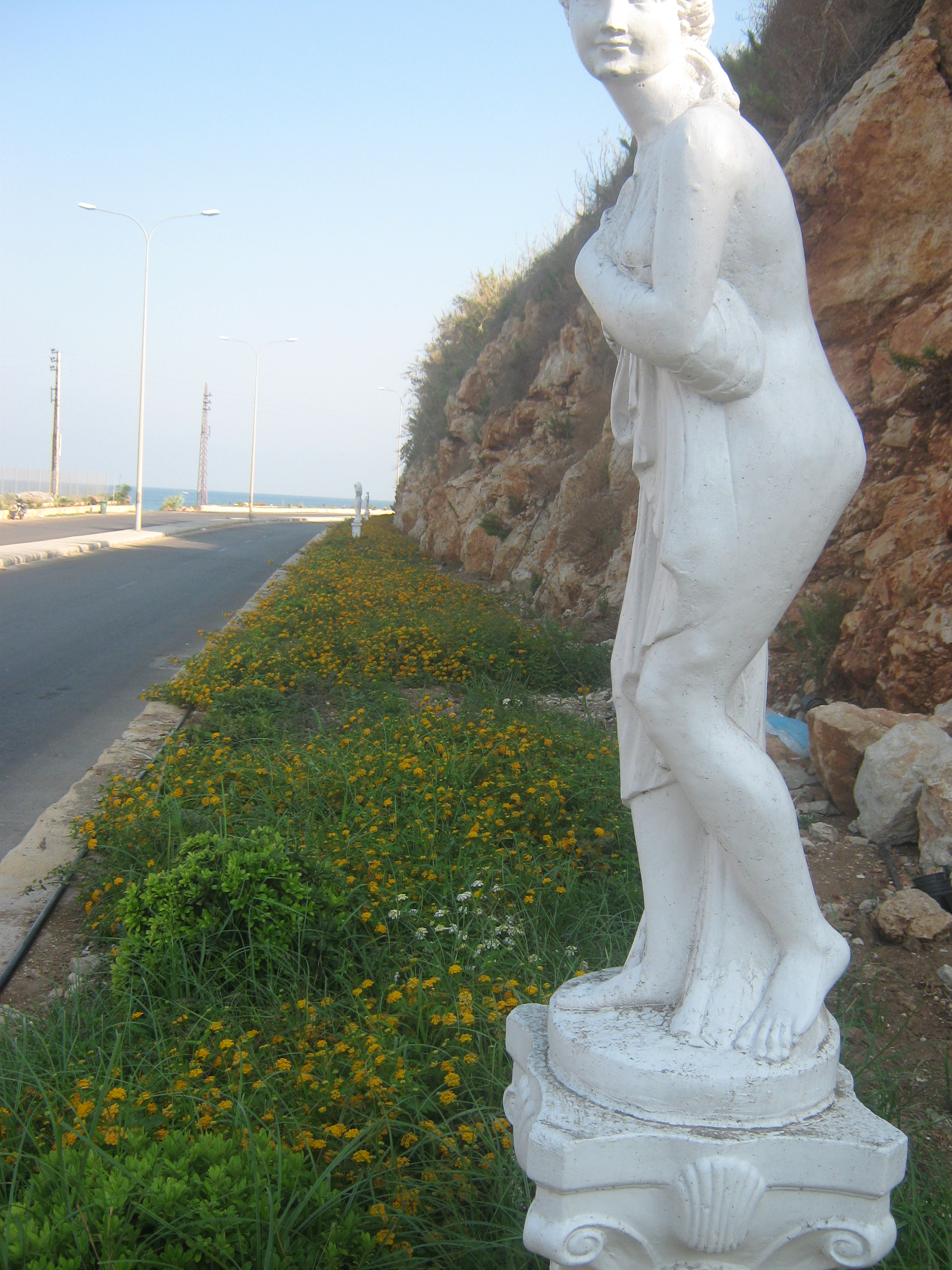

## مشاهير
- جورج شعايا, مغني وقائد كورال "صوت السماء".[6]
- القاضي طانيوس الخوري, رئيس مجلس القضاء الأعلى الأسبق [7]